# Irena Kornatowska
Irena Maria Kornatowska (ur. 24 września 1927, zm. 18 stycznia 2014) – polska działaczka społeczna i psychiatra, prezes zarządu Fundacji Dzieci Niczyje.

## Życiorys
Z wykształcenia psychiatra, specjalizująca się w psychiatrii dziecięcej. Uzyskała w tej dziedzinie stopień naukowy doktora. Pracowała w zawodzie, w 1976 opracowała publikację Rozwój i potrzeby psychiczne małego dziecka, wydaną przez warszawski Instytut Wydawniczy CRZZ.
W 1991 była wśród założycieli Fundacji Dzieci Niczyje powołanej z inicjatywy Aliny Margolis-Edelman, organizacji zajmującej się zapobieganiem przemocy wobec dzieci, a także wsparciem terapeutycznym dla dzieci wykorzystywanych seksualnie. Objęła stanowisko prezesa zarządu tej fundacji. Kierowana przez nią organizacja zajęła się m.in. problematyką bezpieczeństwa dziecka w sieci w związku z rozwojem Internetu, tworząc programy profilaktyczne. Za prowadzoną działalność została wyróżniona tytułem Internetowego Obywatela Roku 2005, sama Irena Kornatowska otrzymała Order Uśmiechu.
W 2011, za wybitne zasługi w działalności na rzecz budowania społeczeństwa obywatelskiego, za osiągnięcia w podejmowanej z pożytkiem dla kraju pracy zawodowej i społecznej, prezydent Bronisław Komorowski odznaczył ją Krzyżem Komandorskim Orderu Odrodzenia Polski. Odznaczona również Orderem Gwiazdy Polarnej.